# Lioglyphostoma hendersoni
Lioglyphostoma hendersoni é uma espécie de gastrópode do gênero Lioglyphostoma, pertencente a família Pseudomelatomidae.